# Słowenia
Słowenia, Republika Słowenii (słoweń. Slovenija [slɔˈʋèːnija], Republika Slovenija) – państwo położone w Europie Południowej nad morzem Adriatyckim, graniczy od zachodu z Włochami, od północy z Austrią, od wschodu z Węgrami oraz od południa z Chorwacją. Stolicą i największym miastem kraju jest Lublana. Słowenia jest najzamożniejszym oraz najbardziej rozwiniętym, szczególnie pod względem gospodarczym, państwem byłej Jugosławii i jednocześnie jednym z najbardziej zamożnych i rozwiniętych krajów Europy Środkowo-Wschodniej. Językiem urzędowym jest język słoweński.
Słowenia należy do ONZ od 1992 roku, NATO od 29 marca 2004, jest też członkiem UE od 1 maja 2004 roku, od 1 stycznia 2007 państwo jest również członkiem strefy euro.

## Geografia
Powierzchnia:
- ląd: 20 151 km²
- woda: 122 km²
- całkowita: 20 273 km²

Długość granic lądowych:
- Austria: 330 km
- Chorwacja: 670 km
- Węgry: 102 km
- Włochy: 232 km
- całkowita: 1334 km

Długość wybrzeża:
- całkowita: 46,6 km

Najludniejsze miasta:
- Lublana: 278 tys.
- Maribor: 147 tys.
- Novo mesto: 41 tys.
- Celje: 42 tys.
- Kranj: 37 tys.

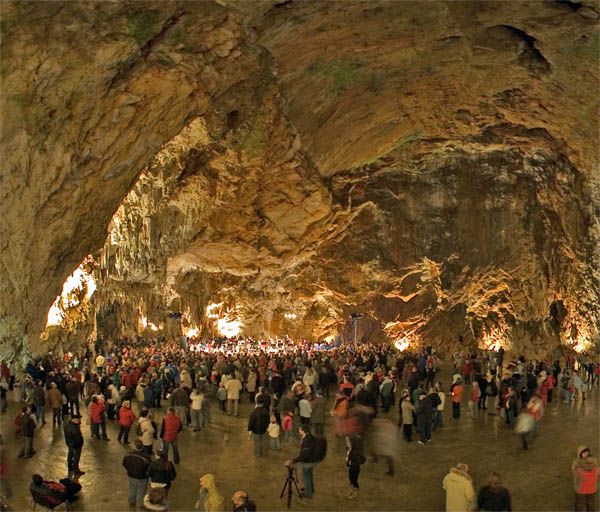
Jaskinia Postojna

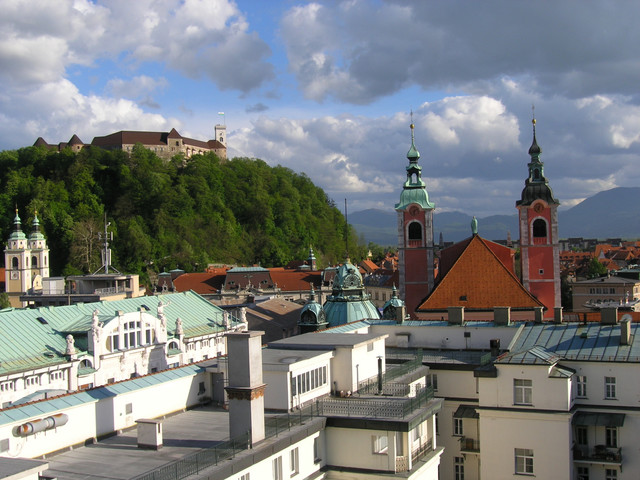
Lublana

Słowenia to w większości kraj wyżynny i górski: 90% jej powierzchni leży ponad 300 m n.p.m. Najwyższy szczyt to położony w Alpach Julijskich Triglav (2864 m); znajduje się on na terenie parku narodowego o tej samej nazwie. Prawie połowę kraju zajmują lasy, sprawiając, że Słowenia to jedno z najbardziej zalesionych państw na świecie. Ziemie uprawne stanowią 43% ogółu powierzchni.
Najdłuższe rzeki to Sawa i Drawa wpadające do Dunaju, Socza na zachodzie, Mura na północnym wschodzie, Krka na południowym wschodzie oraz Kupa, stanowiąca na pewnym odcinku granicę z Chorwacją. Największe jeziora to: okresowe jezioro Cerknica oraz górskie Bohinjsko i Bled.
Na terenie Słowenii, zwłaszcza w położonej w jej południowo-zachodniej części, Krasie, licznie występują zjawiska krasowe: podziemne rzeki, jaskinie (około 7000), z których najsłynniejsza jest znajdująca się w miejscowości Postojna Postojnska jama. Mniej znane są Jaskinie Szkocjańskie. Inna jaskinia, Vilenica, co roku gości uczestników środkowoeuropejskiego festiwalu literackiego.
Słowenia leży na pograniczu dwóch stref klimatycznych: strefy klimatów podzwrotnikowych i umiarkowanych, która obejmuje większą część kraju. Wybrzeże i duża część Przymorza, aż do doliny Soczy, posiada klimat śródziemnomorski pośredni między morskim a kontynentalnym, z ciepłą słoneczną pogodą przez większą część roku i z łagodnymi zimami. W klimacie umiarkowanym ciepłym występują cztery pory roku. Ukształtowanie terenu sprawia, że w Słowenii w jego obrębie można wyróżnić dwa odrębne obszary klimatyczne. Wschodnia część kraju ma typ klimatu kontynentalnego, z gorącymi latami i dość mroźnymi zimami, gdzie średnie temperatury stycznia wynoszą 0 °C, a czerwca 21 °C. Natomiast na północnym zachodzie dominuje klimat alpejski, z silnymi wpływami znad Atlantyku i obfitymi opadami.

## Podział administracyjny

### Regiony statystyczne
Regiony statystyczne Słowenii składają się z 12 jednostek administracyjnych utworzonych w 2000 r. w celach prawnych i statystycznych.

Regiony statystyczne: 1. Gorycja, 2. Górna Kraina, 3. Karyntia, 4. Drawa, 5. Mura, 6. Słowenia Środkowa, 7. Centralna Sawa, 8. Savinja, 9. Nadbrzeżny Kras, 10. Primorska-Kraina Wewnętrzna, 11. Słowenia Południowo-Wschodnia, 12. Dolna Sawa

| Regiony statystyczne          | Regiony statystyczne  | Regiony statystyczne | Regiony statystyczne | Regiony statystyczne | Regiony statystyczne |
| Polska nazwa                  | Słoweńska nazwa       | Kod                  | Stolica              | Powierzchnia (km2)   | Populacja (2019)     |
| ----------------------------- | --------------------- | -------------------- | -------------------- | -------------------- | -------------------- |
| Mura                          | pomurska              | SI011                | Murska Sobota        | 1337                 | 114 287              |
| Drawa                         | podravska             | SI012                | Maribor              | 2170                 | 324 104              |
| Karyntia                      | koroška               | SI013                | Slovenj Gradec       | 1041                 | 70 588               |
| Savinja                       | savinjska             | SI014                | Celje                | 2384                 | 261 851              |
| Centralna Sawa                | zasavska              | SI015                | Trbovlje             | 264                  | 41 606               |
| Dolna Sawa                    | posavska              | SI016                | Brežice              | 885                  | 70 067               |
| Słowenia Południowo-Wschodnia | jugovzhodna Slovenija | SI017                | Novo mesto           | 2675                 | 144 032              |
| Primorska-Kraina Wewnętrzna   | primorsko-notranjska  | SI018                | Postojna             | 1456                 | 52 544               |
| Słowenia Środkowa             | osrednjeslovenska     | SI021                | Lublana              | 2555                 | 564 527              |
| Górna Kraina                  | gorenjska             | SI022                | Kranj                | 2137                 | 204 670              |
| Gorycja                       | goriška               | SI023                | Nova Gorica          | 2325                 | 117 616              |
| Nadbrzeżny Kras               | obalno-kraška         | SI024                | Koper                | 1044                 | 115 016              |

### Gminy w Słowenii
Od uzyskania niepodległości przez Słowenię liczba gmin w tym państwie systematycznie wzrasta. W 1991 r. było ich 60, w 1995 r. 147, a w 2005 r. 193. Od czerwca 2011 r. kraj jest podzielony na 212 gmin, z których 11 ma status gminy miejskiej (zaznaczono je pogrubieniem).
| - Ajdovščina - Ankaran - Apače - Beltinci - Benedikt - Bistrica ob Sotli - Bled - Bloke - Bohinj - Borovnica - Bovec - Braslovče - Brda - Brezovica - Brežice - Cankova - Celje - Cerklje na Gorenjskem - Cerknica - Cerkno - Cerkvenjak - Cirkulane - Črenšovci - Črna na Koroškem - Črnomelj - Destrnik - Divača - Dobje - Dobrepolje - Dobrna - Dobrova-Polhov Gradec - Dobrovnik - Dol pri Ljubljani - Dolenjske Toplice - Domžale - Dornava - Dravograd - Duplek - Gorenja vas-Poljane - Gorišnica - Gorje - Gornja Radgona - Gornji Grad | - Gornji Petrovci - Grad - Grosuplje - Hajdina - Hoče-Slivnica - Hodoš - Horjul - Hrastnik - Hrpelje-Kozina - Idrija - Ig - Ilirska Bistrica - Ivančna Gorica - Izola - Jesenice - Jezersko - Juršinci - Kamnik - Kanal ob Soči - Kidričevo - Kobarid - Kobilje - Kočevje - Komen - Komenda - Koper - Kostanjevica na Krki - Kostel - Kozje - Kranj - Kranjska Gora - Križevci - Krško - Kungota - Kuzma - Laško - Lenart - Lendava - Litija - Lublana - Ljubno - Ljutomer | - Log-Dragomer - Logatec - Loška dolina - Loški Potok - Lovrenc na Pohorju - Luče - Lukovica - Majšperk - Makole - Maribor - Markovci - Medvode - Mengeš - Metlika - Mežica - Miklavž na Dravskem polju - Miren-Kostanjevica - Mirna - Mirna Peč - Mislinja - Mokronog-Trebelno - Moravče - Moravske Toplice - Mozirje - Murska Sobota - Muta - Naklo - Nazarje - Nova Gorica - Novo mesto - Odranci - Oplotnica - Ormož - Osilnica - Pesnica - Piran - Pivka - Podčetrtek - Podlehnik - Podvelka - Poljčane - Polzela | - Postojna - Prebold - Preddvor - Prevalje - Ptuj - Puconci - Rače-Fram - Radeče - Radenci - Radlje ob Dravi - Radovljica - Ravne na Koroškem - Razkrižje - Rečica ob Savinji - Renče-Vogrsko - Ribnica - Ribnica na Pohorju - Rogaška Slatina - Rogašovci - Rogatec - Ruše - Selnica ob Dravi - Semič - Sevnica - Sežana - Slovenj Gradec - Slovenska Bistrica - Slovenske Konjice - Sodražica - Solčava - Središče ob Dravi - Starše - Straža - Sveta Ana - Sveta Trojica v Slovenskih goricah - Sveti Andraž v Slovenskih goricah - Sveti Jurij ob Ščavnici - Sveti Jurij v Slovenskih goricah - Sveti Tomaž - Šalovci - Šempeter-Vrtojba - Šenčur | - Šentilj - Šentjernej - Šentjur pri Celju - Šentrupert (Trebnje) - Škocjan - Škofja Loka - Škofljica - Šmarje pri Jelšah - Šmarješke Toplice - Šmartno ob Paki - Šmartno pri Litiji - Šoštanj - Štore - Tabor - Tišina - Tolmin - Trbovlje - Trebnje - Trnovska vas - Trzin - Tržič - Turnišče - Velenje - Velika Polana - Velike Lašče - Veržej - Videm - Vipava - Vitanje - Vodice - Vojnik - Vransko - Vrhnika - Vuzenica - Zagorje ob Savi - Zavrč - Zreče - Žalec - Železniki - Žetale - Žiri - Žirovnica - Žužemberk |

Gmina o największej powierzchni – Kočevje (563,7 km²)
Gmina o najmniejszej powierzchni – Odranci (6,9 km²)
Gmina o największej populacji – Lublana (289 518 mieszkańców w 2018 r.)
Gmina o najmniejszej populacji – Hodoš (362 mieszkańców w 2018 r.)

Podział Słowenii na gminy według stanu na 2012 r.

## Krainy historyczne
Słowenię tradycyjnie dzieli się na następujące regiony:
- 1 – Przymorze (Primorska)
- 2 – Kraina (Kranjska), w tym:
  - 2a – Górna Kraina (Gorenjska)
  - 2b – Wewnętrzna Kraina (Notranjska)
  - 2c – Dolna Kraina (Dolenjska)
- 3 – Karyntia (Koroška)
- 4 – Styria (Štajerska)
- 5 – Prekmurje

Warto dodać, że:
- Większość Karyntii i Styrii znajduje się na terytorium Austrii;
- Część Przymorza znajduje się na terytorium Włoch;
- Do Przymorza zaliczane są między innymi: Goriška oraz Istria Słoweńska (slovenska Istra);
- Do Dolnej Krainy zaliczana jest między innymi Biała Kraina (Bela Krajina)

## Historia
Nazwa państwa oraz narodu pochodzi z okresu Republiki Weneckiej. Wywodzi się ona od etnonimu ludności słowiańskiej zamieszkującej obszar Dalmacji i Istrii oraz historycznej Slawonii, zaludniającej dorzecza między Dunajem, Drawą i Sawą i będące we władaniu weneckich dożów. Najstarsze zapisy, wymieniają również nazwę regionu jako in Sclavonis, Schiavonia, następnie Venezia Schiavonia, Schiavonia Veneta, Sclavonia, zob też Schiavoni.

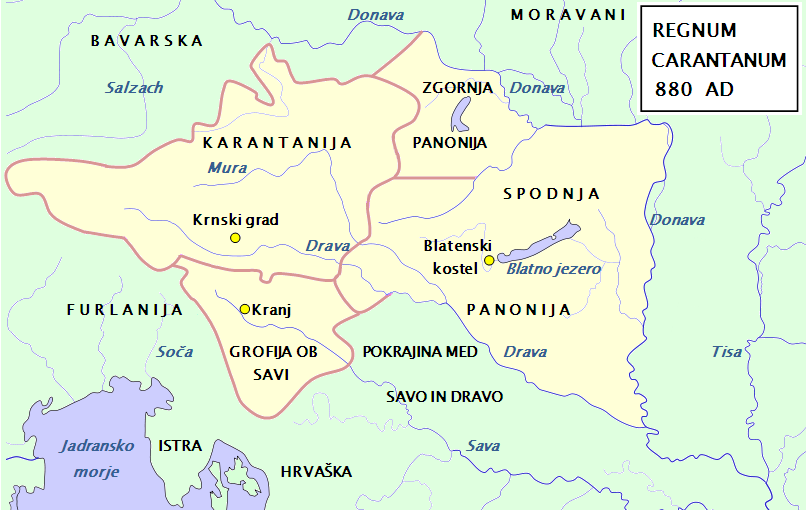
Karantania z ok. 880 roku

Słowiańscy przodkowie dzisiejszych Słoweńców przybyli na ziemie obecnie należące do Słowenii w VI wieku naszej ery. W VII wieku na dzisiejszym terytorium Austrii uformowało się słowiańskie Księstwo Karantanii. W połowie VIII wieku Karantanie przyjęli chrześcijaństwo. W 822 roku Karantania utraciła niepodległość – została włączona do imperium Franków.
Zabytki z Fryzyngi, najstarsze słowiańskie manuskrypty zapisane alfabetem łacińskim, które dotrwały do dzisiejszych czasów, zostały napisane około roku 1000. W XIV wieku większość słoweńskich ziem została włączona do państw rządzonych przez Habsburgów – później przekształconych w Monarchię Austro-Węgierską, w której Słoweńcy stanowili większość w takich prowincjach jak Kraina, Gorycja i Gradiska, a także znaczny odsetek ludności w Styrii, Karyntii i Istrii. W 1848 podczas Wiosny Ludów powstał program „zjednoczonej Słowenii”.
Po upadku Austro-Węgier w 1918 Słoweńcy wraz z innymi narodami południowosłowiańskimi uformowali Królestwo SHS, przemianowane na Królestwo Jugosławii w 1929. Podczas II wojny światowej ziemie słoweńskie zostały podzielone między Niemcy, Włochy i Węgry. Po wojnie, gdy odtworzono Jugosławię, Słowenia ponownie stała się jej częścią. 25 czerwca 1991 wraz z Chorwacją odłączyła się od Jugosławii, co zapoczątkowało dwa dni później w Słowenii wojnę dziesięciodniową. Na podstawie Rezolucji Rady Bezpieczeństwa ONZ nr 754 z 18 maja 1992 roku Słowenia została członkiem ONZ.
Słowenia dołączyła 29 marca 2004 do NATO, a 1 maja tego samego roku stała się częścią UE. 1 stycznia 2007 przyjęła walutę euro, stając się tym samym pierwszym państwem „nowej” Unii, które przyjęło wspólną europejską walutę.

## Ustrój polityczny
Konstytucja Słowenii z 1991 roku ustanowiła parlamentarny system rządów. W skład dwuizbowego parlamentu wchodzą: Zgromadzenie Państwowe – Državni Zbor, 90 deputowanych wybieranych na czteroletnią kadencję (88 w głosowaniu bezpośrednim, 2 delegowanych – jeden przez mniejszość węgierską, drugi przez włoską) oraz Rada Państwowa – Državni Svet (40 członków), która jest organem doradczym. Członkowie Rady wybierani są na pięć lat w wyborach pośrednich, reprezentują regiony oraz grupy interesów.
Prezydent, który jest jednocześnie naczelnym wodzem sił zbrojnych, wybierany jest na okres 5 lat w wyborach powszechnych. Władzę wykonawczą (oprócz prezydenta) sprawują premier i 19 ministrów. Natomiast władza sądownicza należy do dożywotnio mianowanych sędziów.
Czynne prawo wyborcze mają osoby, które ukończyły 18 lat.
Inicjatywę konstytucyjną mają: 20 posłów, rząd lub 30 tys. wyborców. Inicjatywę ustawodawczą zaś: rząd, każdy z deputowanych do izby niższej oraz 5 tys. obywateli.

## Siły zbrojne
Słowenia dysponuje trzema rodzajami sił zbrojnych: wojskami lądowymi, marynarką wojenną oraz siłami powietrznymi i obroną przeciwlotniczą. Uzbrojenie sił lądowych Słowenii składało się w 2021 roku m.in. z: 44 czołgów, 305 opancerzonych pojazdów bojowych oraz 26 zestawów artylerii holowanej i samobieżnej. Marynarka wojenna Słowenii dysponowała w 2021 roku dwoma okrętami obrony przybrzeża. Słoweńskie siły powietrzne z kolei posiadały w 2021 roku uzbrojenie w postaci m.in. 3 samolotów transportowych, 22 samolotów szkolno-bojowych oraz 12 śmigłowców.
Wojska słoweńskie w 2021 roku liczyły 7,5 tys. żołnierzy zawodowych, 1,5 tys. rezerwistów oraz 6 tys. personelu paramilitarnego. Według rankingu Global Firepower (2021) słoweńskie siły zbrojne stanowią 88. siłę militarną na świecie, z rocznym budżetem na cele obronne w wysokości 545 mln dolarów (USD).

## Gospodarka
Słowenia ma najwyższy wskaźnik PKB na osobę spośród dziesięciu państw, które wstąpiły do Unii Europejskiej w maju 2004 (18 400 $ w 2005 r.). Poziom inflacji (3,5%, 2004) zmalał do 2,5% w roku 2005 i jest zbliżony do średniego poziomu inflacji w państwach UE.
Od roku 2000 postępuje prywatyzacja w takich dziedzinach jak bankowość, telekomunikacja oraz sektor użyteczności publicznej. Stopniowo znoszone są ograniczenia dla inwestorów zagranicznych. Słowenia uznawana jest za najszybciej rozwijający się kraj spośród dziesiątki nowych państw UE i jeden z najszybciej rozwijających się w ramach całej organizacji.
Od 1 stycznia 2007 r. walutą krajową Słowenii jest euro, wprowadzone w miejsce obowiązującego w latach 1991–2006 tolara (kod SIT).

## Demografia
Na podstawie spisu ludności z 2002 roku.
Narodowość
1. Słoweńcy – 83,0%
2. Serbowie – 2,0%
3. Chorwaci – 1,8%
4. Bośniacy – 1,1%

inne odpowiedzi – 3,1%

odmowa odpowiedzi – 2,5%

nieznana – 6,4%
Język ojczysty
1. słoweński – 87,8%
2. serbsko-chorwacki – 7,8%
3. węgierski – 0,4%
4. albański – 0,4%

inny – 1,0%

nieznany – 2,7%
Język używany w domu (można było wskazać dwa)
1. słoweński – 95,6%
2. serbsko-chorwacki – 4,3%
3. węgierski – 0,4%
4. włoski – 0,3%

nieznany – 2,7%
Religie, na podstawie spisu ludności z 2002 roku.
1. rzymscy katolicy – 57,8% w 2002 i 71,6% w 1991
2. prawosławni – 2,2% w 2002 i 2,4% w 1991
3. protestanci – 0,8%
4. muzułmanie – 2,6% w 2002 i 1,5% w 1991
5. ateiści i bezwyznaniowcy – 10,1% w 2002 i 0,4% w 1991

## Język urzędowy
Językiem urzędowym na obszarze całego kraju jest język słoweński. W położonych na Istrii gminach Koper (wł. Capodistria), Izola (wł. Isola d’Istria), Piran (wł. Pirano) i Ankaran (wł. Ancarano) dodatkowo język włoski; a w prekmurskich gminach Hodoš (węg. Hodos) Lendava (węg. Lendva) i Dobrovnik (węg. Dobrónak) dodatkowo język węgierski.

## Kultura
Słowenia pod względem kulturowym związana była z państwami Europy Środkowej, głównie Austrią i północnymi Włochami, częściowo również z Węgrami. Wpływ południowosłowiańskich krajów bałkańskich, z którymi Słowenia połączona była wspólnym państwem przez siedemdziesiąt lat XX wieku, zaznaczył się w mniejszym stopniu.
Mimo braku samodzielnej państwowości, w Słowenii od XVI w. rozwijała się literatura w języku słoweńskim. Intensywniejszy rozwój kultury słoweńskiej datuje się od pierwszej połowy XIX w., kiedy to, podobnie jak w przypadku niektórych innych narodów europejskich, nastąpiło przebudzenie narodowe i kulturalne. Narodowym poetą stał się romantyk France Prešeren.
W XX w. udziałem kultury słoweńskiej były korzystne warunki rozwoju, z przerwą w latach II wojny światowej. W przedwojennym Królestwie Jugosławii rozwój kultury słoweńskiej był częściowo ograniczany przez tendencje unitarystyczne, natomiast w skład powojennej socjalistycznej Jugosławii Słowenia wstąpiła jako organizm wprawdzie zależny politycznie, ale całkowicie samodzielny pod względem kulturalnym.
Od uzyskania niepodległości w 1991 r. władze Republiki Słowenii aktywnie wspierają rozwój kultury, wychodząc z założenia, że dokonania kulturalne mogą być istotnym atutem niewielkiego państwa i narodu.
Tematykę rozwoju i funkcjonowania słoweńskiej kultury w kontekście społecznym i politycznym, szczególnie od lat 80. XX wieku, podejmuje publikacja poświęcona jednemu z ważniejszych słoweńskich fenomenów kulturowych, Neue Slowenische Kunst.

### Uniwersytety
Lista słoweńskich uniwersytetów wraz z datami ich powstania:
- Uniwersytet Lublański (Univerza v Ljubljani) 1919
- Uniwersytet Mariborski (Univerza v Mariboru) 1975
- Uniwersytet Przymorski (Univerza na Primorskem) 2003
- Uniwersytet Nowogorycki (Univerza v Novi Gorici) 2006

Na terenie Słowenii, w Portorožu, znajduje się również siedziba założonego w 2008 roku międzynarodowego Uniwersytetu Euro-Śródziemnomorskiego (EMUNI).

## Sport

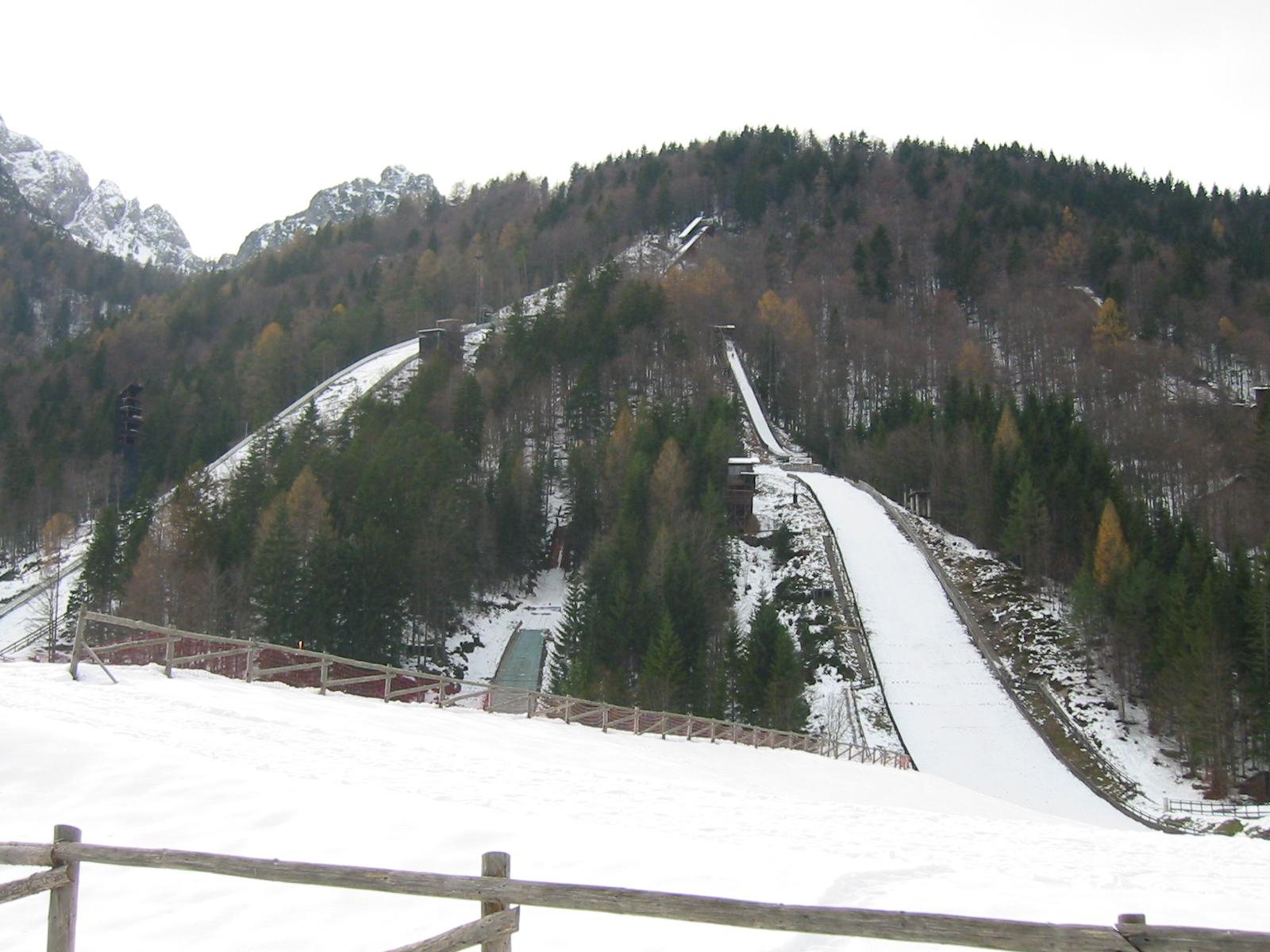
Skocznie w Planicy

W Słowenii znajduje się jedna z największych na świecie skoczni narciarskich – Letalnica, która leży w dolinie Planica. Skocznia ta od 1979 roku regularnie gości zawody Pucharu Świata w skokach narciarskich i tutaj tradycyjnie kończy się sezon PŚ w skokach.

## Turystyka
W 2016 roku kraj ten odwiedziło 3,032 mln turystów (12% więcej niż w roku poprzednim), generując dla niego przychody na poziomie 2,424 mld dolarów.
Najwięcej turystów przyjechało do Słowenii z Włoch, Austrii, Niemiec, Chorwacji, Korei Południowej, Wielkiej Brytanii, Serbii, Węgier, Holandii i Czech.